# Slowaken

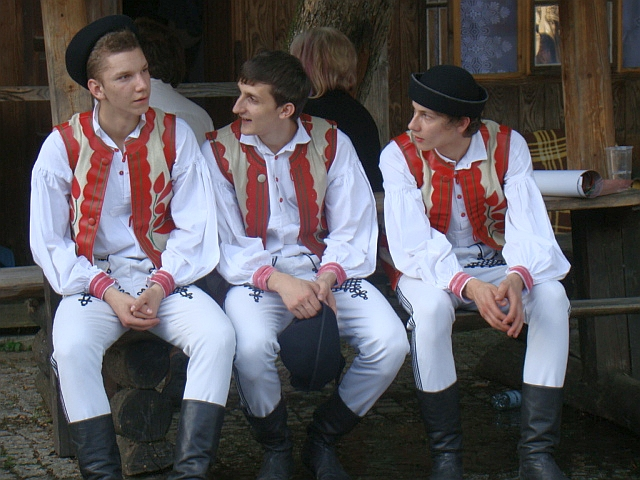
Slowakische Männer in traditioneller Volkstracht

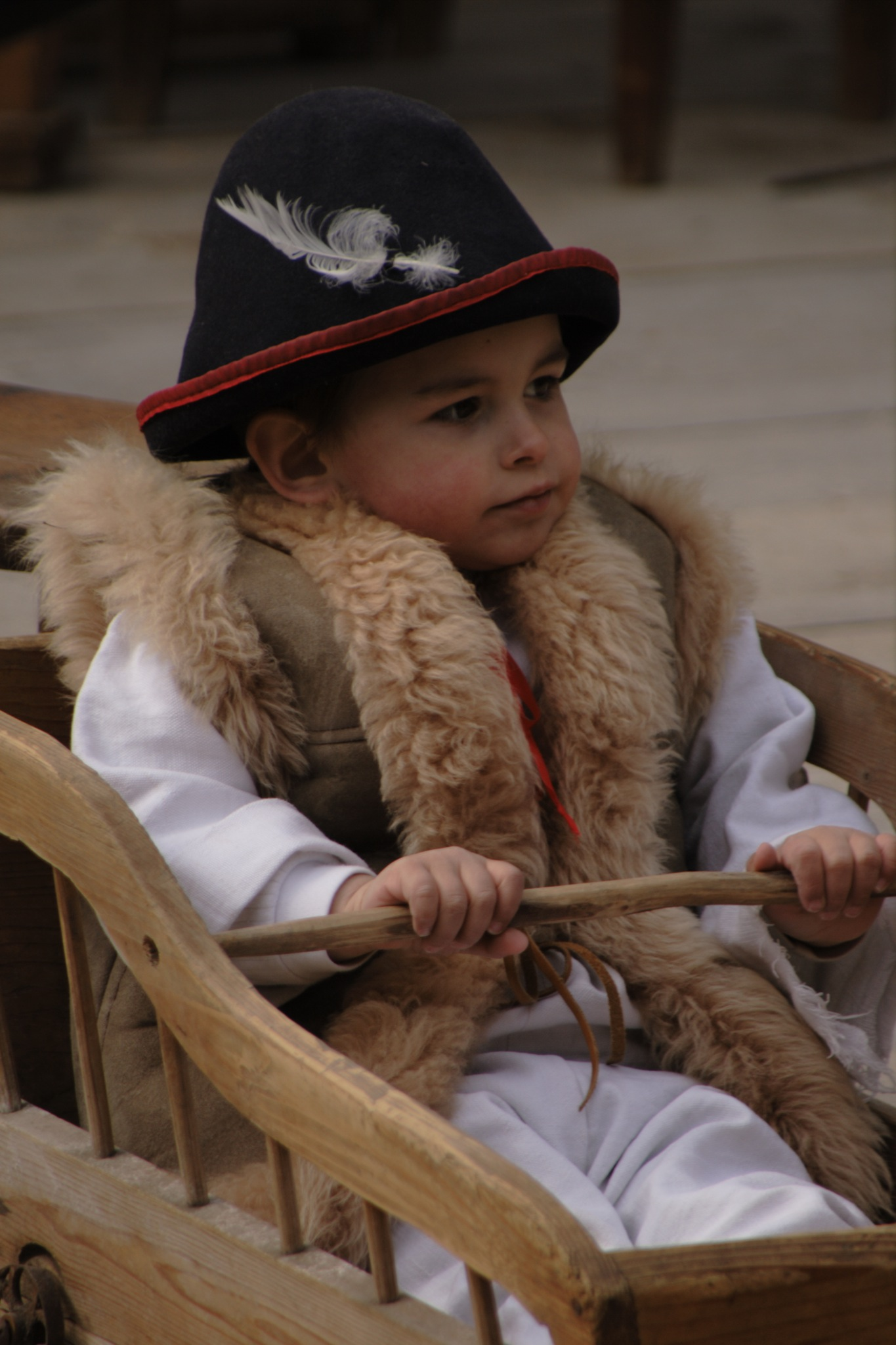
Slowakischer Bub in ostslowakischer Tracht

Die Slowaken (bis zum 19. Jh. auch Slawaken; slowakisch Slováci; Singular männlich Slovák, weiblich Slovenka) sind eine westslawische Ethnie. Sie sind die Titularnation des mitteleuropäischen Staates Slowakei, in der sie mit 83,5 % (2021) die Bevölkerungsmehrheit bilden, und werden in der slowakischen Verfassungspräambel von 1992 als Staatsvolk der Slowakei definiert. Weltweit bekennen sich etwa 6 Millionen Menschen als Slowaken.

## Name
Die Selbstbezeichnung der westslawischen Slowaken (slowakisch: Slováci) leitet sich wie auch die der südslawischen Slowenen von der altslawischen Selbstbezeichnung aller Slawen (altslawisch: Sloveni) ab, dessen Wortstamm in der slowakischen Sprache bis heute in der weiblichen Form Slowakin (Sloven-ka), dem Adjektiv slowakisch (sloven-sky) und der Landesbezeichnung Slowakei (Sloven-sko) enthalten ist. Die männliche Form „Slovák“ entstand als Ergebnis einer Umgestaltung im 15. Jahrhundert, bei welcher sich die Ursprungsform „Sloven(in)“ zu „Slovák“ umformte (ähnlich wie im Falle der polnischen Form von „Polan“ zu „Polak“).
Historiker sind sich jedoch uneinig darüber, ab welchem Zeitpunkt die Slowaken ihre Slawenität zu ihrem Ethnonym gewählt haben. Grundsätzlich werden in der Fachwelt folgende drei Konzepte diskutiert:
1. Die Slowaken waren ursprünglich Teil des westslawischen Stammes der Mährer. Diese Theorie stützt sich darauf, dass die Quellen des 9. Jahrhunderts außer den Mährern bzw. mährischen Slawen (Maravi, Sclavi Marahenses) von keinem weiteren slawischen Stamm auf diesem Gebiet berichten. Erst nach dem Ende des Mährerreiches und der Aufteilung der Mährer zwischen Böhmen und Ungarn hätten sich aus deren östlicher Hälfte innerhalb des Königreiches Ungarn die Slowaken entwickelt.[3]
2. Die Slowaken haben die Bezeichnung „Sloveni“ bereits bei der Differenzierung der Slawen und der Herausbildung einzelner slawischer Stämme als ihren Stammesnamen beibehalten.[4] Diese These wird vor allem von Historikern vertreten, die dem slowakischen Kulturverein Matica slovenská nahestehen.
3. Der ursprüngliche Stammesname der Slowaken im Frühmittelalter lautete „Nitraner“. Diese Bezeichnung wird für die slawische Bevölkerung Oberungarns in frühen ungarischen Chroniken verwendet (lateinisch: Nitrienses bzw. Nytrienses Sclavi). Das Ethnonym Sloven/Slowake hätten die Slowaken dann ab dem 12. Jahrhundert angenommen.[5] Hauptvertreter dieser These ist der slowakische Mediävist Ján Steinhübel.

## Verbreitung
Slowakische Minderheiten leben in den USA 797.764 (2000), Tschechien (190.000 bis 350.000), Ungarn 17.693 (2001), Kanada (50.000 bis 100.000), Serbien (59.000, davon über 56.000 in der AP Vojvodina), Polen (10.000 bis 47.000), Rumänien (18.000), der Ukraine (7.000 bis 17.000), Österreich (10.000), Kroatien (vor allem in Ostslawonien), anderen EU-Ländern, Australien und in Lateinamerika.

## Sprache
Slowakisch gehört – ebenso wie Tschechisch, Polnisch, Kaschubisch und Sorbisch – zu den westslawischen Sprachen.
Durch die Nähe der Sprachen und die 70-jährige Verbindung beider Völker in der Tschechoslowakei verstehen Slowaken und Tschechen einander ziemlich problemlos, allerdings tut sich insbesondere die jüngere Generation in Tschechien, die nach der Trennung der Slowakei und Tschechiens sprachlich sozialisiert worden ist, schon deutlich schwerer.

## Religionen
In der Slowakei gibt es 15 staatlich anerkannte Glaubensgemeinschaften. Die größte ist die römisch-katholische Kirche. Laut der Volkszählung von 2011 gehören ihr 62 % der Bevölkerung an. Im 16. und 17. Jahrhundert waren die Slowaken jedoch mehrheitlich Lutheraner. Weitere Gemeinschaften sind:
- Evangelische Kirche Augsburgischen Bekenntnisses (Lutheraner), 5,9 %
- Griechisch-katholische Kirche, 3,8 %
- Evangelisch-Reformiert, 1,8 %
- Methodisten, 0,2 %
- Tschechisch-Slowakisch-Orthodoxe Kirche, 0,9 %[9]
- Daneben existieren auch Baptistengemeinden und Gemeinden der Siebenten-Tags-Adventisten.
- Es gibt auch 11.469 aktive Zeugen Jehovas in der Slowakei, deren Glauben in der Zeit der ČSSR verboten war. Im Jahre 2007 waren sie in 160 Gemeinden in der ganzen Slowakei tätig.
- Jüdische Gemeinde
- Die offizielle Zahl der Muslime in der Slowakei ist nicht bekannt, da der Islam keine eigenständige Kategorie bei der Volkszählung 2011 war. Die Zahl der Gläubigen wird von der ansässigen Stiftung auf 5000 geschätzt.[10]

13,4 % der Bevölkerung sind konfessionslos und 10,6 % geben keine Angabe. Unter den Sonstigen befinden sich unter anderem Juden, die vor dem Krieg zahlreiche Gemeinden hatten. Heute existieren wieder mehrere Gemeinden, zwei in Bratislava (800 Mitglieder), eine in Košice (700 Mitglieder) sowie in den Städten Prešov, Nové Zámky, Komárno, Dunajská Streda, Galanta, Nitra und Trnava. Während der Tschechoslowakei gab es in der Slowakei kein jüdisches Leben mehr. Viele Jahre hatten jüdische Gemeinden keine religiösen Oberhäupter. Erst nach der Samtenen Revolution kamen der heutige Oberrabbiner der Slowakei, Baruch Myers aus den USA, und Goldstein aus Israel, die heute die Gemeinden in Bratislava und Košice leiten.